# Mathieu Demy
Mathieu Demy (Parigi, 15 ottobre 1972) è un attore e regista francese, figlio dei registi Jacques Demy ed Agnès Varda.

## Filmografia parziale

### Attore

#### Cinema
- L'une chante, l'autre pas, regia di Agnès Varda (1977)
- Documenteur, regia di Agnès Varda (1981)
- Kung-Fu Master, regia di Agnès Varda (1988)
- Jane B. par Agnès V., regia di Agnès Varda (1988)
- La Table tournante, regia di Paul Grimault e Jacques Demy (1988)
- Trois places pour le 26, regia di Jacques Demy (1988)
- À la belle étoile, regia di Antoine Desrosières (1993)
- Cento e una notte (Les cent et une nuits de Simon Cinéma), regia di Agnès Varda (1995)
- Jeanne et le garçon formidable, regia di Olivier Ducastel e Jacques Martineau (1998)
- Le New Yorker, regia di Benoît Graffin (1998)
- Banqueroute, regia di Antoine Desrosières (2000)
- La chambre obscure, regia di Marie-Christine Questerbert (2000)
- Dio è grande, io no (Dieu est grand, je suis toute petite), regia di Pascale Bailly (2001)
- Aram, regia di Robert Kechichian (2002)
- Nos enfants chéris, regia di Benoît Cohen (2003)
- Un fil à la patte, regia di Michel Deville (2005)
- Alcuni giorni in settembre (Quelques jours en septembre), regia di Santiago Amigorena (2006)
- Écoute le temps, regia di Alante Kavaite (2006)
- Le temps d'un regard, regia di Ilan Flammer (2007)
- Les plages d'Agnès, regia di Agnès Varda (2008)
- Alibi e sospetti (Le grand alibi), regia di Pascal Bonitzer (2008)
- Student Services (Mes chères études), regia di Emmanuelle Bercot (2010)
- Tomboy, regia di Céline Sciamma (2011)
- Club Zero, regia di Jessica Hausner (2023)
- Niente da perdere (Rien à perdre), regia di Delphine Deloget (2023)

#### Televisione
- La mitomane (Mytho) – serie TV, 6 episodi (2019)

### Regista e attore
- Americano (2011)

## Doppiatori italiani
- Oreste Baldini in Alibi sospetti
- Alessio Cigliano in Tomboy
- Guido Di Naccio ne La mitomane
- Stefano Brusa in Club Zero